# Olivancillaria orbignyi
Olivancillaria orbignyi is een slakkensoort uit de familie van de Olividae. De wetenschappelijke naam van de soort is voor het eerst geldig gepubliceerd in 1868 door Marrat.